# Малиновецький горизонт
Малинове́цький горизо́нт — один із горизонтів верхнього силуру на Поділлі. Назву отримав від сіл Малинівці та Слобідка-Малиновецька Кам'янець-Подільського району на лівому березі Дністра. 1899 року цей горизонт виділив професор Київського університету Павло Венюков, який вивчав силурійські відклади Поділля. А 1948 року Ксенія Никифорова запропонувала сам термін — Малиновецький горизонт.

## Основні відомості
Малиновецький горизонт має потужність до 60 метрів. Він простежується у відслоненнях по річці Дністер, від гирла річки Мукша на сході до села Ісаківці на заході, а також по притоках Дністра: Смотрича, Жванчика і у верхів'ях Збруча. Залягає малиновецький горизонт узгоджено, перекриваються доломітами біля села Ісаківці.
Малиновецький горизонт складають мергелясті комковаті вапняки голубувато-сірого кольору з прослоями глинистих сланців. Для цього горизонту характерна наявність великої кількості строматопор (до 10 видів) коралів і брахіопод. Корали представлені: Favosites gotlandicus, Heliolites decipiens, Cladopora sp.
Дуже різноманітні та багаті тут ругози, з яких визначено понад 10 видів. Також визначено понад 20 видів брахіопод. З них відомі тільки в межах малиновецького горизонту: Anastropaia podolica, Atrypa araearimaspis, Spirifer bragensis.
Крім того, тут відомі 6 видів пластинчатожаберних, понад 10 видів гастропод, 6 видів головоногих, із ракоподібних розповсюджені Leperditia tyraica, Promitia concinna, Bumastum brriensis, Proetus concinnus.
За віком малинівський горизонт належить до середнього та верхнього венлоку.